# Moulin à eau de Brienne-la-Vieille
Pour les articles homonymes, voir Moulin à eau (homonymie).
Le moulin à eau de Brienne-la-Vieille est un moulin à eau situé à Brienne-la-Vieille, en France.

## Localisation
Le moulin à eau est situé sur la commune de Brienne-la-Vieille, dans le département français de l'Aube.

## Historique
L'édifice est inscrit au titre des monuments historiques en 1987.